# Cuscuta boldinghii
Cuscuta boldinghii là một loài thực vật có hoa trong họ Bìm bìm. Loài này được Urb. mô tả khoa học đầu tiên năm 1919.